# ديفيد يو
ديفيد يو (بالإنجليزية: David Yu)‏ هو شخصية أعمال أمريكي، ولد في 6 نوفمبر 1967.